# Phare de Tazones
Le phare de Tazones (el faro de Tazones en espagnol) est un phare situé dans la paroisse civile de Tazones de la commune de Villaviciosa, dans la province des Asturies en Espagne.
Il est géré par l'autorité portuaire de Gijón.

## Histoire
Ce phare, érigé sur un promontoire à environ 9 km au nord-est de Villaviciosa et 28 km à l'est de Gijón, a été mis en service le 15 mars 1864. Il est l'un des mieux conservés et entretenus de la côte asturienne. C'est une tour octogonale en pierre, avec galerie et lanterne, de 11 m de haut. Elle est attachée à la façade nord d'une maison de gardiens de deux étages en maçonnerie et pierres apparentes, du côté mer. La maison est peinte en blanc avec un toit de tuile rouge. Le dôme de la lanterne est de couleur argent métallisé et porte un pare-foudre. Le phare a été électrifié en 1928 et une corne de brume y a été installée en 1953. Son plan focal est à 127 m au-dessus du niveau de la mer et son rayon lumineux est visible jusqu'à 20 milles nautiques (environ 32 km).
En 2007 les bâtiments annexes ont été transférés à une association locale pour l'établissement d'un centre culturel et un musée d'histoire naturelle.
Identifiant : ARLHS : SPA137 ; ES-01720 - Amirauté : D1592 - NGA : 2132.